# Diócesis de Jining
La diócesis de Jining o de Tsining (en latín: Dioecesis Zinimensis y en chino: 天主教集宁教区) es una circunscripción eclesiástica de la Iglesia católica en China. Se trata de una diócesis latina, sufragánea de la arquidiócesis de Suiyuan. Desde el 7 de enero de 2007 su obispo es Antonio Yao Shun, aunque para el Anuario Pontificio es sede vacante desde 1975. La Asociación Patriótica Católica China en agosto de 1980 restructuró sus límites y la renombró diócesis de la Liga Ulanqab sin asentimiento de la Santa Sede.

## Territorio y organización
La diócesis tiene 40 000 km² y extiende su jurisdicción sobre los fieles católicos de rito latino residentes en parte de la ciudad prefectura de Ulanqab en la región autónoma de Mongolia Interior.
La sede de la diócesis se encuentra en la ciudad de Jining, en donde se halla la Catedral de Nuestra Señora del Rosario.
En 1950 en la diócesis existían 32 parroquias.

## Historia
El vicariato apostólico de Tsining fue erigido el 8 de febrero de 1929 mediante el breve Ex apostolico munere del papa Pío XI, obteniendo el territorio del vicariato apostólico de Xiwanzi (hoy diócesis de Xiwanzi).
El 11 de abril de 1946 el vicariato apostólico fue elevado a diócesis mediante la bula Quotidie Nos del papa Pío XII.
El 19 de septiembre de 1949 el Partido Comunista de China capturó Jining, se impuso en la guerra civil y proclamó la República Popular China el 1 de octubre de 1949. El 4 de septiembre de 1951 China comunista expulsó al nuncio apostólico Antonio Riberi y la Santa Sede continuó reconociendo a la República de China en Taiwán como el legítimo gobierno chino. Todos los misioneros extranjeros fueron expulsados de China comunista en 1952.
La Asociación Patriótica Católica China fue creada con el apoyo de la Oficina de Asuntos Religiosos de la República Popular de China en 1957, con el objetivo de controlar las actividades de los católicos en China. Su nombre público es Iglesia católica china y es referida como la "Iglesia oficial" en contraposición a la "Iglesia subterránea" o "Iglesia clandestina" leal a la Santa Sede.
En el período de 1966 a 1976 la Revolución Cultural se ensañó especialmente contra la religión, destruyéndose numerosas iglesias y cesaron todas las actividades religiosas en la diócesis. La diócesis reasumió sus actividades en la década de 1980.
La Asociación Patriótica Católica China en agosto de 1980 restructuró sus límites y la renombró diócesis de la Liga Ulanqab sin asentimiento de la Santa Sede.
El 12 de octubre de 1995, después de muchos años de vacante en la sede, el nuevo obispo, John Liu Shigong, fue elegido por los sacerdotes de la diócesis y aprobado por el gobierno. Él, probablemente en comunión con la Santa Sede, murió en junio de 2017 .
El 22 de septiembre de 2018 se firmó en Pekín el Acuerdo provisional entre la Santa Sede y la República Popular de China sobre el nombramiento de los obispos. El 22 de octubre de 2020 el acuerdo fue prorrogado por otros dos años y en octubre de 2022 por otros dos años más.
El 26 de agosto de 2019 fue ordenado obispo Antonio Yao Shun, el primero tras el acuerdo chino-vaticano del 22 de septiembre de 2018.
Debido a la situación particular de la Iglesia católica en China, la Santa Sede no nombra obispos para las diócesis chinas, que son sedes oficialmente vacantes incluso en presencia de obispos reconocidos por Roma.

## Estadísticas
Según el Anuario Pontificio 2002 la diócesis tenía a fines de 1950 un total de 36 240 bautizados.
| Año                                                                             | Población            | Población | Población      | Sacerdotes | Sacerdotes    | Sacerdotes    | Bautizados por sacerdote | Diáconos permanentes | Religiosos | Religiosos | Parroquias |
| Año                                                                             | Bautizados católicos | Total     | % de católicos | Total      | Clero secular | Clero regular | Bautizados por sacerdote | Diáconos permanentes | Varones    | Mujeres    | Parroquias |
| ------------------------------------------------------------------------------- | -------------------- | --------- | -------------- | ---------- | ------------- | ------------- | ------------------------ | -------------------- | ---------- | ---------- | ---------- |
| 1950                                                                            | 36 240               | 800 000   | 4.5            | 64         | 64            |               | 566                      |                      |            | 98         | 32         |
| Fuente: Catholic-Hierarchy, que a su vez toma los datos del Anuario Pontificio. |                      |           |                |            |               |               |                          |                      |            |            |            |

## Episcopologio
- Evarist Tchang † (10 de febrero de 1929-26 de mayo de 1932 falleció)
- Joseph Fan Heng-nfan † (10 de enero de 1933-1975 falleció)
  - Sede vacante
  - John Liu Shi-gong † (12 de octubre de 1995 consagrado-9 de junio de 2017 falleció)
  - Antonio Yao Shun, consagrado el 26 de agosto de 2019